# Mathias Kjølø
Mathias Ullereng Kjølø (Oslo, 27 juni 2001) is een Noors voetballer die als middenvelder voor FC Twente speelt. Eerder kwam hij uit voor Jong PSV en PSV.

## Carrière

### PSV
Mathias Kjølø speelde in de jeugd van Kjelsås Fotball, waarna hij in 2016 naar Vålerenga IF vertrok. Na een half jaar werd hij aan PSV verhuurd, dat hem in 2018 definitief overnam. Hij debuteerde in het betaald voetbal voor Jong PSV in de Eerste divisie op 13 januari 2020, in de met 0-0 gelijkgespeelde thuiswedstrijd tegen Jong Ajax. In totaal kwam hij in drie seizoenen 75 keer uit voor de beloften van PSV. Hij kwam één keer uit voor het eerste elftal van PSV. Op 8 november 2020 viel Kjølø in een wedstrijd tegen Willem II in de 88e minuut in voor Ibrahim Sangaré.

### FC Twente
In de zomer van 2022 maakte Mathias Kjølø de overstap naar FC Twente. Hij tekende een contract voor drie seizoenen, met een optie op nog een jaar. In zijn eerste seizoen bestond zijn speeltijd voornamelijk uit invalbeurten en kwam hij in totaal tot 28 wedstrijden. In zijn tweede jaar startte hij geregeld in de basis. In december 2023 tekende hij een verbeterd contract tot 2027 met opnieuw een eenjarige optie bij de club uit Enschede.

## Statistieken

### Beloften
| Seizoen         | Club            | Competitie      | Competitie | Competitie |
| Seizoen         | Club            | Competitie      | Wed.       | Dlp.       |
| --------------- | --------------- | --------------- | ---------- | ---------- |
| 2019/20         | Jong PSV        | Eerste divisie  | 8          | 0          |
| 2020/21         | Jong PSV        | Eerste divisie  | 30         | 4          |
| 2021/22         | Jong PSV        | Eerste divisie  | 37         | 1          |
| Beloften totaal | Beloften totaal | Beloften totaal | 75         | 5          |

### Senioren
| Seizoen                    | Club            | Competitie      | Competitie | Competitie | Beker | Beker | Europees | Europees | Overig | Overig | Totaal | Totaal |
| Seizoen                    | Club            | Competitie      | Wed.       | Dlp.       | Wed.  | Dlp.  | Wed.     | Dlp.     | Wed.   | Dlp.   | Wed.   | Dlp.   |
| -------------------------- | --------------- | --------------- | ---------- | ---------- | ----- | ----- | -------- | -------- | ------ | ------ | ------ | ------ |
| 2020/21                    | PSV             | Eredivisie      | 1          | 0          | –     | –     | –        | –        | –      | –      | 1      | 0      |
| 2022/23                    | FC Twente       | Eredivisie      | 22         | 0          | 1     | 0     | 2        | 0        | 3      | 0      | 28     | 0      |
| 2023/24                    | FC Twente       | Eredivisie      | 31         | 1          | 1     | 0     | 6        | 0        | 0      | 0      | 38     | 1      |
| 2024/25                    | FC Twente       | Eredivisie      | 22         | 0          | 2     | 0     | 8        | 0        | 1      | 0      | 33     | 0      |
| Senioren totaal            | Senioren totaal | Senioren totaal | 76         | 1          | 4     | 0     | 16       | 0        | 4      | 0      | 100    | 1      |
| Carrièretotaal             | Carrièretotaal  | Carrièretotaal  | 151        | 6          | 4     | 0     | 16       | 0        | 4      | 0      | 175    | 6      |
| Bijgewerkt t/m 23 mei 2025 |                 |                 |            |            |       |       |          |          |        |        |        |        |